# 日本イラストレーション協会
協同組合日本イラストレーション協会（にほんイラストレーションきょうかい、英: Japan illustration association、略称: JILLA・ジャイラ）は、東京都文京区に所在する事業協同組合。相互扶助の精神に基づいて共同事業を行い、自主的な経済活動の促進と経済的地位の向上を図ることを目的とした、イラストレーション作品の制作を行う事業者で構成される業界団体である。

## 組織概要

### 沿革
- 2008年（平成20年）10月20日 - 事業協同組合として関東経済産業局長から認可され、49組合員により設立。
- 2013年（平成25年）8月9日 - 「日本イラストレーション協会」を商標登録（第5606431号）。
- 2016年（平成28年）7月 - 組合員数増加と併せて組合員の所在地が全国を網羅するに至り、経済産業大臣に所管変更。
- 2019年（平成31年）4月5日 - 1月11日を「イラストレーションの日」と定める。
- 2021年（令和3年）7月 - 本部事務所を兵庫県神戸市から東京都文京区に移転。

### 加入資格
定款において「イラストレーションを事業として扱っている法人および個人事業者」を組合員資格として定めている。これには、イラストレーターに限らず、デザイナー、漫画家、アニメーター、編集者等も含まれるとされているが、加入審査時に確定申告書における職業欄の表記が確認される。なお、イラストレーション関係者による独立した業界団体であることから、必ずしも文芸美術国民健康保険組合の加入資格とは合致していない。

### 事業
主な事業は、研修・セミナーの開催、文芸美術国民健康保険組合加入資格の取得、保険・共済等の斡旋、組合員間交流等である。
定款記載事業
- イラストレーション用具等の共同購買
- イラストレーション作品の共同販売
- イラストレーション制作の共同受注
- 組合の所有する施設の共同利用
- イラストレーション作品の共同宣伝 - JILLA年鑑の発行
- 組合員の事業に関する調査・研究 - クリエイター実態調査アンケート
- 組合員の経済的地位の改善のためにする団体協約の締結
- 経営及び技術の改善向上又は組合事業に関する知識の普及を図るための教育及び情報の提供 - 無料セミナー、会報誌Willeの発行、ソフトウェア割引
- 福利厚生に関する事業(JILLA AID）- JILLAみんな保険、人間ドック斡旋、慶弔見舞金、交流会

### 会費
出資金は25,000円、賦課金は月額2,000円である。出資金は脱退時に払い戻されるが、未払金がある場合は相殺される。

### 支部
東日本、中日本、西日本の3支部。